# Donald F. Durnbaugh
Donald F. Durnbaugh (* 16. November 1927 in Detroit, Michigan; † 27. August 2005 in Newark, New Jersey) war ein US-amerikanischer Kirchenhistoriker und ein führender Vertreter der Church of the Brethren. 

## Leben und Wirken
Donald F. Durnbaugh studierte Geschichte am Manchester College in Indiana, das er 1949 mit dem Bachelor abschloss und arbeitete anschließend als Teilnehmer des Freiwilligenprogramms der Church of the Brethren (Brethren Volunteer Service) mit Flüchtlingen in Österreich. Nach der Rückkehr nach Amerika setzte er sein Geschichtsstudium an der University of Michigan fort und schloss es 1952 mit dem Master ab. Im folgenden Jahr übernahm er die Stelle des Direktors des Freiwilligenprogrammes seiner Kirche. Bereits in dieser Zeit begann er Quellen zur Geschichte der täuferisch-pietistischen Schwarzenau Brethren in europäischen Bibliotheken zu sammeln. Diese sollten schließlich das Fundament seiner Dissertation über den Beginn der Schwarzenau Brethren (Brethren Beginnings) werden. Sein Doktortitel in Geschichte wurde ihm 1960 von der University of Pennsylvania verliehen. Von 1958 bis 1964 wirkte er als Dozent am Juniata College in Huntingdon, Pennsylvania. Von 1962 bis 1988 wirkte er als Professor am Bethany Theological Seminary, dem Theologischen Seminar der Church of the Brethren in Richmond. Anschließend kehrte Durnbaugh noch einmal für ein Jahr ans Juniata College zurück, um anschließend an das Elizabethtown College in Pennsylvania zu wechseln. Hier wirkte er zwischen 1989 und 1993 und war vor allem am dem Elizabethtown College angeschlossenem Young Center for Anabaptist and Pietist Studies aktiv. 
Durnbaugh gab eine Reihe von Publikationen zur Geschichte der aus Deutschland stammenden Schwarzenau Brethren heraus. Dabei arbeitete er besonders die Beziehungen der Brethren zur Täuferbewegung heraus und wurde zu einem der führenden Historiker innerhalb der Täufer- und Pietismusforschung. Im Jahr 1987 wurde er Projektleiter der Brethren Encyclopedia, einem mehrbändigen Lexikon der Schwarzenau Brethren. Noch bis kurz vor seinem Tod im Jahr 2006 arbeitete er an einem ergänzenden vierten Band der Enzyklopädie. Im Jahr 1997 erschien mit Durnbaughs The Fruit of the Vine eine umfassende Geschichte der Schwarzenau Brethren, die bis heute als Standardwerk angesehen wird. Zusammen mit dem mennonitischen Theologen John Howard Yoder stand Durnbaugh auch hinter den ab 1967 stattfindenden Believers‘ Church Konferenzen.

## Veröffentlichungen (Auswahl)
- Die Kirche der Brüder. Vergangenheit und Gegenwart. Evangelisches Verlagswerk, Stuttgart 1971, ISBN 3-7715-0119-9.
- On Earth Peace: Discussions on War/Peace Issues Between Friends, Mennonites, Brethren, and European Churches 1935-1975 Elgin, Illinois, 1978; ISBN 0-87178-660-5.
- The Brethren Encyclopedia Bände I–III, als Herausgeber, 1983.